# 戈斯皮奇大屠殺
1991年10月克羅地亞獨立戰爭期間，克羅地亞軍隊及親克羅地亞準軍事組織在克羅地亞西部的一座城市—戈斯皮奇進行了大屠殺。屠殺中的大部分受害者是於10月16日至17日在戈斯皮奇和鄰近的城市卡爾盧巴格被捕的塞族平民。這些被捕平民先被押至佩魯希奇軍營，然後被處決。此次屠殺是由軍官提霍米爾·奧雷什科維奇和克羅埃西亞國民警衛隊第118步兵旅旅長米爾科·诺拉茨中校下令執行的。
而在1997年，一名克羅地亞準軍事組織成員在接受新聞雜誌《野性論壇報》的採訪時承認其參與的部隊曾經在戈斯皮奇實施屠殺，令到本次大屠殺得為公眾所知。直到2000年，3名前克羅地亞情報和軍事官員向前南斯拉夫问题国际刑事法庭通報了這起屠殺事件後，調查才正式展開；同年，包括奧雷什科維奇和诺拉茨在內的5人被捕並受審。2004年，奧雷什科維奇、诺拉茨和斯捷潘·格蘭迪奇因本次大屠殺分別被克羅地亞本地法院判處14年、12年和10年監禁。

## 背景

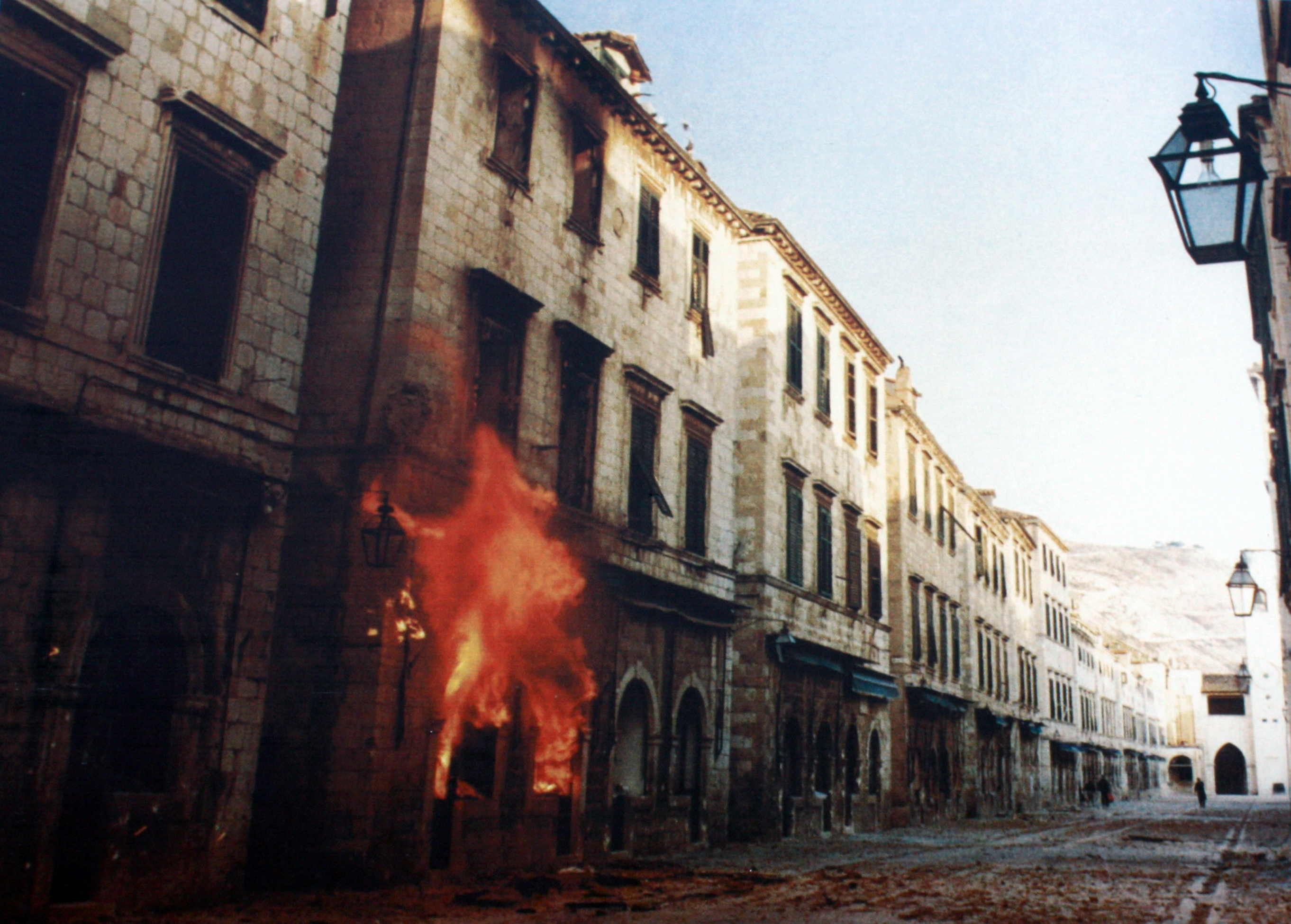
從1991年10月1日開始，克羅地亞和南斯拉夫人民軍爆發杜布羅夫尼克圍城戰。該戰役導致約15,000人流離失所，被列為世界遺產的老城也毀於戰火

1990年8月，克羅地亞境內發生了名為「原木革命」的叛亂；這些叛亂主要發生在塞爾維亞族人口占主導地位的地區，其中包括戈斯皮奇市附近的利卡地區，這些被塞族武裝佔領的地區隨後在12月成立了「克拉伊納塞爾維亞人自治州」（下稱「克拉伊納政權」）的政權。在該政權宣布打算與塞爾維亞合併後，克羅地亞政府隨即定性塞族武裝尋求與塞爾維亞合併的行為是叛亂。到1991年3月，隨著普利特維采湖群衝突的發生，衝突很快升級為戰爭。1991年6月，克羅地亞宣告獨立。但正式獨立的決定卻暫緩了3個月，最終在10月8日正式獨立。
由於南斯拉夫人民軍（縮寫為JNA）越發支持克拉伊納政權、加上克羅地亞當地的警察無力應對，克羅地亞國民警衛隊（克羅地亞陸軍的前身）於1991年5月成立:272-278。而克羅地亞國民警衛隊當時作為克羅地亞政府的主要軍事力量，雖然在明面上受到聯合國的武器禁運措施阻止增強武力，但源源不絕的武器仍然運進克羅地亞的境內，甚至有聯合國消息人士稱「克羅地亞人武裝到了牙齒」。
在克羅地亞的的戰鬥越發激烈，其中包括被認為是克羅地亞戰爭中最慘烈的武科瓦爾戰役於8月26日打響。到8月底，利卡的戰鬥也愈演愈烈；其中為爭奪戈斯皮奇而進行的戰役持續到了9月:227。雖然戈斯皮奇最終得為克羅地亞軍隊奪回，但戰後仍處於塞爾維亞砲火範圍之下。戰鬥對該鎮造成嚴重破壞，大部分居民逃離家園，戰後當地只剩下約3,000名居民。許多以前居住在該鎮的塞爾維亞人逃離，但克羅地亞政府在同年的9月透過電視和廣播敦促他們返回。
隨著從戈斯皮奇逃離的平民於9月下旬開始返回，戈斯皮奇警察局長伊凡·達索維奇提議應制定一份返回的塞爾維亞族平民名單。該提議表面上是出於安全目的，但據利卡危機總部主席安特·卡里奇（Ante Karić）稱，達索維奇要求編制名單的原因，是因為擔心返回的塞爾維亞人可能藏匿第五縱隊，以便敵軍破壞該鎮的防禦。儘管卡里奇反對這項舉措，但該名單還是在10月10日被編制出來了；卡爾盧巴格也在10月16日編制了已經返回當地的塞族平民列表。
根據時任克羅地亞內政部長伊凡·韋基奇的命令，戈斯皮奇警察、國民警衛隊第118步兵旅和駐守當地的憲兵隸屬於利卡危機總部的控制。此外，由托米斯拉夫·梅爾切普控制、綽號為「秋雨（Autumn Rains）」的準軍事志願組織也於9月被部署到戈斯皮奇；該組織隸屬於內政部。

## 屠殺

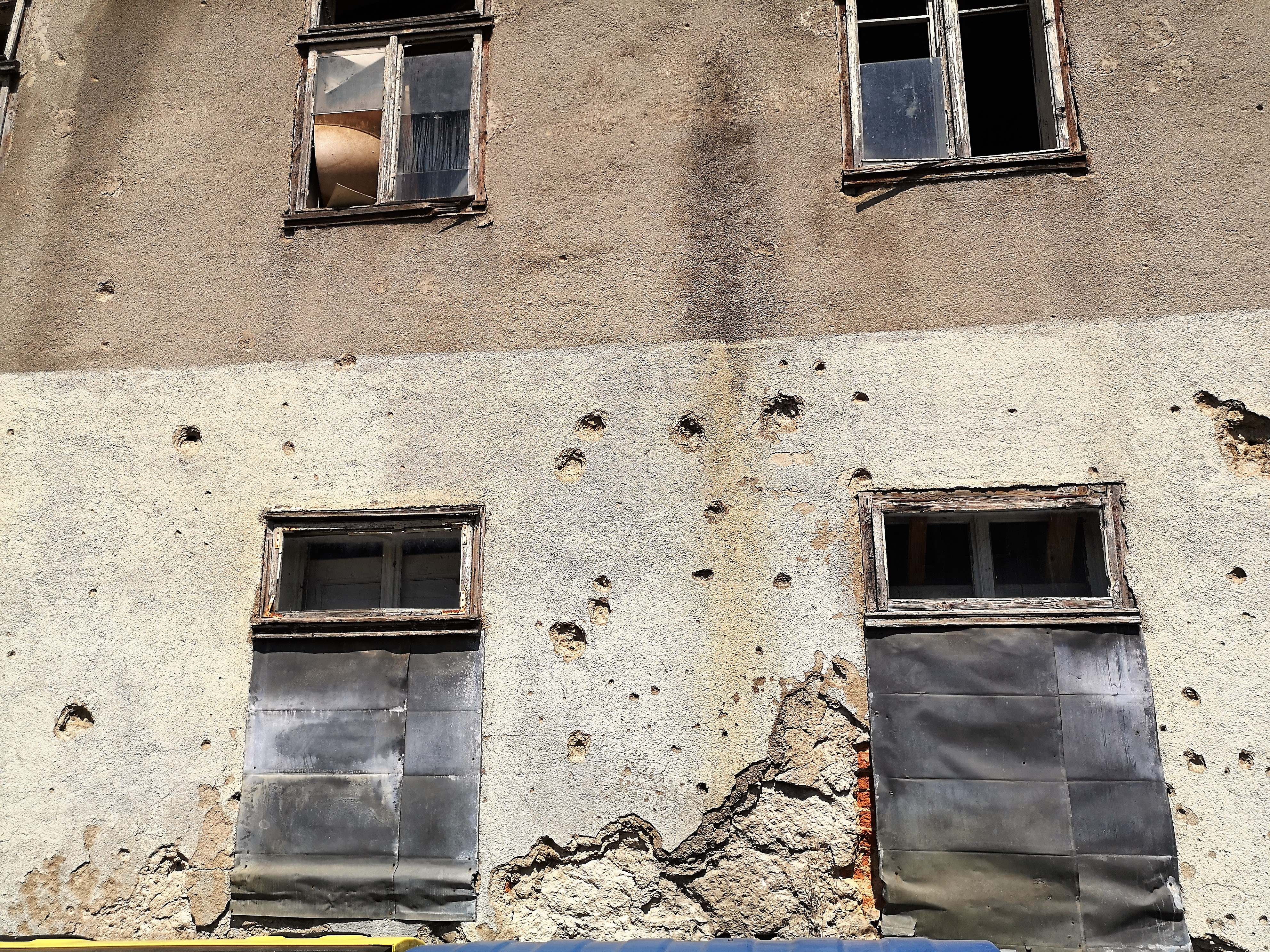
戈斯皮奇城內在戰爭期間被損毀的建築

10月13日，塞爾維亞準軍事部隊在希羅卡庫拉（Široka Kula）殺害克族平民，結果被用作實行本次大屠殺的藉口。利卡危機總部秘書提霍米爾·奧雷什科維奇和國民警衛隊第118步兵旅指揮官米爾科·诺拉茨中校召集下屬召開會議，會議中他們決定逮捕塞族平民、隨後將他們關押在佩魯希奇軍營並處決他們，奧雷什科維奇稱「這是為克羅地亞人復仇」。而對於這次會議的具體日期，出現了一些分歧：據警察局長達索維奇稱，會議是在1991年10月15日晚上9時左右舉行，他與其他幾位官員一起參加了會議；至於在事後的刑事調查和證人的口供中，則指會議於10月16日或17日舉行；而克羅地亞最高法院則認定會議於10月17日舉行。會議後，奧雷什科維奇和诺拉茨命令與會者處決在列在名單上的塞族平民。
大多數針對塞族平民的逮捕發生在10月16日至17日間，地點均在戈斯皮奇和卡爾盧巴格。從10月16日開始，許多平民（尤其是塞爾維亞人）在槍口威脅下被軍人從防空洞帶走。2天後，有居住在戈斯皮奇的居民在該鎮的牛市場目睹了平民被裝上11輛軍用卡車，從此一去不返。10月17日，至少有10名平民在戈斯皮奇地區的帕札裡什特被殺；10月18日，屠殺在佩魯希奇附近的利波瓦格拉維察（Lipova Glavica）繼續進行，約40人被關押在佩魯希奇軍營後被行刑隊處決，當時由斯捷潘·格蘭迪奇領導的第118步兵旅第2營正駐紮在那裡；10月25日，3名塞爾維亞平民在戈斯皮奇和卡爾盧巴格被槍殺，他們的屍體在12月3日被發現。在這次屠殺中，許多受害者是塞爾維亞族的知識分子（包括醫生、法官和教授），他們與其他遇難者一樣忠於克羅地亞，拒絕加入克拉伊納政權:146；而克族受害者則據信是反對反塞爾維亞措施的異議份子。:146

## 後續
戈斯皮奇大屠殺是克羅地亞在克羅地亞獨立戰爭期間犯下過最嚴重的暴行:145。不同來源對於此次大屠殺中的罹難人數存在分歧，但一般估計死亡人數從100:229到120人不等；而政府提供的資料顯示，戈斯皮奇地區在1991-95年間共有123人失蹤。
在大屠殺過後，有10名受害者的遺體被扔進戈斯皮奇鎮內的的化糞池，這些遺體後來在2000年5月被前南斯拉夫問題國際刑事法庭的法醫小組成員發現，遺體發現時上面還覆蓋著一層層粘土和碎石；但是前南法庭人員的到來引發了克羅地亞的退伍軍人上街抗議、戈斯皮奇鎮長也向他們表示不滿。另外24具受害者的遺體在佩魯希奇以東的一個村莊（Duge Njive）附近進行焚燒和埋葬，這些遺體殘骸在1991年12月24日被南斯拉夫人民軍的士兵發現；25日由南斯拉夫人民軍第6旅重新發掘，在經過屍檢後確認其中19具屍體的身份:118，最後重新埋葬於德貝洛布爾多（Debelo Brdo）。18具遺體被埋在萬人塚。另外6人被單獨埋葬，這些遺體通常會被親屬挖掘出來並重新埋在其他地方。前述的萬人塚在進行刑事調查期間於2000年12月被挖掘取證；受害者的家中在屠殺後被秋雨部隊成員搜刮一空。這些部隊的成員曾經在1992年被克羅地亞政府短暫拘留，但在未經審訊的情況下很快被釋放。

### 野性論壇報的報道、報告大屠殺
1997年9月，克羅地亞新聞雜誌《野性論壇報》發表了其中一名隸屬於秋雨部隊的士兵、前機械工程師—米羅斯拉夫·巴伊拉莫維奇（Miroslav Bajramović）對於戈斯皮奇大屠殺的詳細目擊證詞。他在受訪時表示該部隊奉命對戈斯皮奇進行種族清洗，巴伊拉莫維奇還稱時任克羅地亞總統弗拉尼奥·图季曼的盟友托米斯拉夫·梅爾切普（秋雨部隊的領導人）偶爾會命令他們「處決」俘虜，而內政部長韋基奇對於他們的作為完全知情。另外，巴伊拉莫維奇提到了該部隊的一些士兵、包括他自己在1992年被捕，但在3個月後在沒有任何刑事控告的情況下被釋放。最後他抱怨道「其他的準軍事領導人透過掠奪塞族平民財產和掌權而致富，而我卻一貧如洗」。
而韋基奇則否認了巴伊拉莫維奇的說法，克羅地亞政府的官員也否認對於屠殺有任何責任；前南斯拉夫問題國際刑事法庭隨後要求克羅地亞政府提供有關這4人的資訊；圖季曼將大屠殺歸咎於塞爾維亞人和外國特務。之後克羅地亞當局短暫拘留了1名與屠殺有關的克羅地亞民兵領導人，但後來釋放了他並將他分配到內政部。此外，在採訪結束後《野性論壇報》收到了大量死亡威脅；巴伊拉莫維奇和他在採訪中提到的3名士兵均被克羅地亞政府再次拘捕。巴伊拉莫維奇曾經向記者說道「我知道海牙是不可避免的」。
1998年，2名克羅地亞情報官員和3名軍警（米蘭·萊瓦爾、茲登科·班多（Zdenko Bando）和茲登科·羅帕茨（Zdenko Ropac））向前南斯拉夫問題國際刑事法庭提供了有關戈斯皮奇大屠殺的資訊。其中一位證人—米蘭·萊瓦爾的證詞被認為尤其有價值，因為他目睹了戈斯皮奇地區約50人的被殺過程。克羅地亞的新任司法部長蘭科·馬里揚（Ranko Marijan）批評他的前任和警方未能追查此案；但證人之一的萊瓦爾在躲過2次襲擊後於2000年8月30日被汽車炸彈殺害，克羅地亞政府隨後致歉並表示會檢視保護證人的措施是否妥當。對戈斯皮奇大屠殺的調查也是導致7名現役克羅地亞將軍和5名退役克羅地亞將軍共同發表《十二將軍信》的其中一個因素，他們在信中指責克羅地亞政府「將克羅地亞獨立戰爭定性為戰爭犯罪」。結果時任克羅地亞總統斯捷潘·梅西奇引用憲法中禁止高級軍事官員公開發表政治觀點的規定，把簽署公開信的7名現役將軍解僱（其中1人是後來被起訴的米爾科·诺拉茨），還補充說軍隊必須「去政治化」。

### 審判

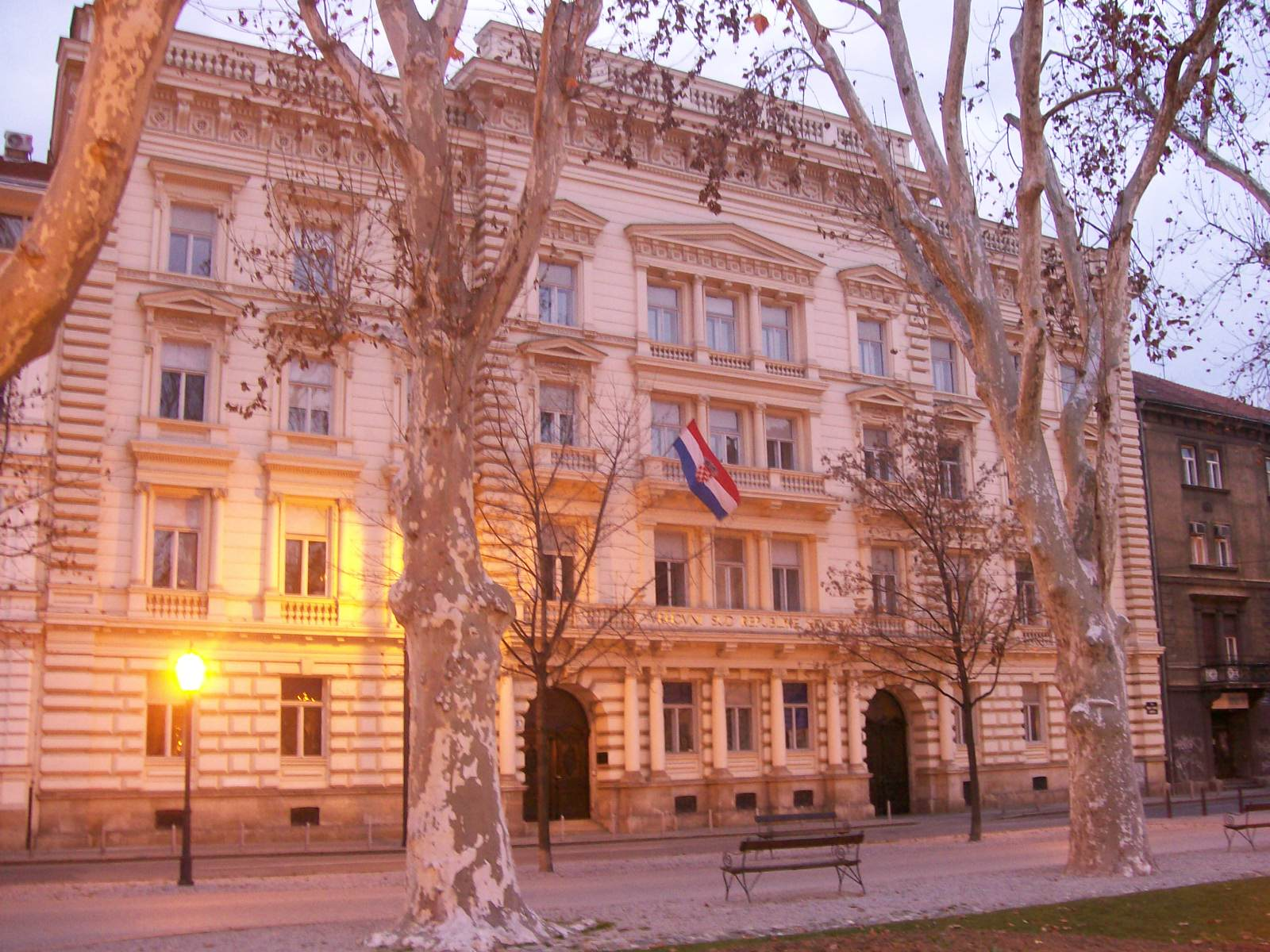
駁回3名被告之上訴的法院—克羅地亞最高法院

2000年底，前南斯拉夫問題國際刑事法庭對戈斯皮奇的屠殺事件進行了正式調查，並於2001年2月發出了對提霍米爾·奧雷什科維奇、米爾科·诺拉茨、還有另外3名屠殺的主要參與者：斯捷潘·格蘭迪奇（Stjepan Grandić）、伊維察·羅日奇（Ivica Rožić）和米蘭·查尼奇（Milan Čanić）的通緝令。诺拉茨在兩週期間一直逃避追捕，因為他認為克羅地亞當局打算將他引渡到前南問題國際法庭；而格蘭迪奇、羅日奇和查尼奇的親屬在戈斯皮奇居民的幫助下包圍被派去押送被告的警車，試圖阻止警察逮捕3人。2月11日，史普利特舉行了反對審判的大型示威，此次示威有約15萬人參與，反對起訴肇事者的聲音達到了頂峰。2月21日，诺拉茨在得到會在克羅地亞本地的法院進行審判、而並非在前南問題國際法庭進行審判的保證後，主動向警察自首。
3月5日，克羅地亞檢方正式提出起訴，指控5人在戈斯皮奇和卡爾盧巴格殺害50名平民，案件在里耶卡當地法院開審。審判期間一共有120名證人出庭作供；因為害怕被報復，另外2人在德國作供、18人在貝爾格萊德作供。拒絕出庭作證的其中1人名叫羅帕茨，因為他不相信克羅地亞政府對其安全的保證。審判期間，法院認定了奧雷什科維奇在本次大屠殺中要負上主要的刑事責任，因為當時戈斯皮奇當地的實際領導人是他，不同證供也證實了奧雷什科維奇下達了屠殺塞族平民的命令。2003年3月，法院判決奧雷什科維奇、诺拉茨和格蘭迪奇有罪，3人分別被判處15年、12年及10年監禁；羅日奇和查尼奇因缺乏證據而被無罪釋放。該案最終於2004年一路上訴到克羅埃西亞最高法院，但最高法院最後維持了對奧雷斯科維奇、诺拉茨和格蘭迪奇的一審定罪，以及羅日奇和查尼奇的無罪判決。英國廣播公司的新聞分析稱，審判表明克羅地亞政府願意處理其國民犯下的戰爭罪行，此前里耶卡縣法院法官伊卡·薩里奇將克羅地亞政府對此次大屠殺的無視描述為「沉默的陰謀」。
巴伊拉莫維奇和他所在的秋雨部隊其他4名成員因1991年，在波利亞納犯下的1起殺害和虐待塞爾維亞族和克羅地亞族平民的案件而被定罪，他們被判處監禁3年到12年不等。2016年5月，托米斯拉夫·梅爾切普因沒有阻止其麾下部隊成員屠殺塞爾維亞族平民而被判處5年半監禁，刑期在2017年2月被增至7年，直至2020年因重病被釋放。